# Усуглі
Усуглі́ (рос. Усугли) — село у складі Тунгокоченського району Забайкальського краю, Росія. Адміністративний центр Усуглинського сільського поселення.

## Населення
Населення — 790 осіб (2010; 908 у 2002).
Національний склад (станом на 2002 рік):
- росіяни — 96 %